# Frans Plooij
Franciscus Xaverius (Frans) Plooij (Schiedam, 1946) is een Nederlands gedragswetenschapper en voormalig bijzonder hoogleraar aan de Rijksuniversiteit Groningen die bekend werd door het boek "Oei, ik groei!" dat hij samen met zijn vrouw Hetty van de Rijt schreef.

## Achtergrond
Plooij studeerde biologie en psychologie in Nijmegen en Amsterdam. Hij promoveerde in 1980 op moeder-baby-interactie in de thuissituatie. Daarna was hij als hoofd van de afdeling Speur- en Ontwikkelingswerk verbonden aan het Gemeentelijk Pedologisch Instituut (GPI) in Amsterdam (1981-1993), waar hij onder andere participeerde in het SOCRATES-LINGUA project van de Europese Unie, over de implementatie van een innovatieve tweede- en vreemde-taalmethode voor kleuters op de basisschool.

## Regressie-periode en leerstoel
Een belangrijke theorie van Plooij was het optreden van ‘regressieperiodes’ ofwel periodes van achteruitgang in zelfstandigheid, waarin chimpanseebaby’s zich meer aan de moeder chimp vastklampten, meer aan de borst gingen en vaker ‘whimperden’ (een soort jammeren). Deze theorie werd ook bij mensen onderzocht, waarbij Plooij in 1992 de theorie opperde dat er 10 regressieperioden in de eerste 20 levensmaanden optreden en dat deze samen hangen met hogere ziektefrequenties. Later toonde Plooij in samenwerking met Spaanse collega’s aan dat baby’s na iedere regressieperiode een heel cluster aan nieuwe vaardigheden onder de knie krijgen, alhoewel in deze studie de regressieperiodes niet op voorspelbare, afgebakende momenten optraden. Plooij bekleedde in Groningen van 1993 tot 1998 een leerstoel die was ingesteld door de Stichting voor Onderzoek naar Psychosociale Stress (SOPS).

## Oei, ik groei! en ontheffing uit leerstoel
In 1992 verscheen het boek Oei, ik groei! waarin de ontwikkeling van een kind met bovengenoemde 'sprongen' beschreven werd. In 1996 deed Carolina de Weerth, promovenda van Plooij, een vervolgstudie waarin de door Plooij voorspelde sprongen niet bevestigd werden. Toen De Weerth hierover in het Britse wetenschappelijk tijdschrift British Journal of Developmental Psychology ging publiceren, bracht Plooij daarover een negatief persbericht uit. Hierdoor laaiden conflicten tussen Plooij en zijn collega's op, waardoor hij uit zijn leerstoel werd ontheven en zijn dienstverband uiteindelijk in 1998 werd ontbonden.